# Willem III van Aquitanië
Willem III van Aquitanië (ca. 910 – Saint-Maixent-l'École, 3 april 963), bijg. Vlashoofd (Latijn: Caput stupae; omdat hij lichtblond haar had) of de Vrome, was een zoon van Ebalus van Aquitanië en diens eerste echtgenote Aremburgis. Hij werd graaf van Poitiers, als Willem I, in opvolging van zijn vader, en vanaf 935, hertog van Aquitanië, als Willem III.
In 935 volgde hij zijn vader op als graaf van Poitiers en eiste ook de titel van hertog van Aquitanië op. Die titel bleef echter in handen van de graaf van Toulouse. In 936 moest hij onder druk van Lodewijk IV van Frankrijk zelfs ook zijn bezittingen in Poitiers opgeven, ten gunste van Hugo de Grote. In jaren daarna vocht Willem voor Lodewijk tegen Hugo, onder andere in de verloren slag bij Laon. Toen in 942 een vrede werd bemiddeld tussen Lodewijk en Hugo, huldigde Willem Lodewijk als zijn koning en kreeg daarvoor Poitiers terug, en de functie van lekenabt van Saint-Hilaire-le-Grand.
In 950 kwam hij weer in aanvaring met de koning die Hugo had benoemd tot hertog van Aquitanië. Lodewijk en Hugo probeerden Aquitanië te veroveren maar werden door Willem verslagen. In 955 werd hij graaf van Auvergne en van Limoges. Willem veroverde Vitry-sur-Loire op de graven van Anjou. Koning Lotharius en Hugo probeerden dat jaar Poitiers te veroveren wat mislukte, hoewel Willem wel in een veldslag werd verslagen (zie beleg van Poitiers (955)). Na de dood van Hugo werd die opgevolgd door de minderjarige Hugo Capet. Die was niet in staat om de aanspraken op het hertogdom door te zetten, en doordat Willem zich verzoende met Lotharius ontstond een periode van rust. Vanaf 959 had Willem de titel van graaf van het hertogdom van Aquitanië, in 962 werd hij formeel hertog van Aquitanië. Samen met zijn vrouw deed hij in 963 nog een schenking aan de abdij van Cluny. Willem is de oprichter van de hertogelijke bibliotheek in zijn paleis te Poitiers. Willem is begraven in de abdij van Saint-Cyprien.
Hij huwde met Gerloc (917 - na 969), dochter van Rollo van Normandië, en had bij haar twee kinderen:
- Willem IV (935 - 993)
- Adelheid (952-1004), gehuwd met Hugo Capet.

Voor haar huwelijk liet Gerloc zich dopen en nam de naam Adela aan. Zij kreeg in 962 van koning Lotharius de bezittingen terug die Willem in 936 aan Hugo de Grote had moeten afstaan, om daar een klooster voor de heilige drie-eenheid te stichten.

## Voorouders
| Voorouders van Willem V van Aquitanië | Voorouders van Willem V van Aquitanië                              | Voorouders van Willem V van Aquitanië                              | Voorouders van Willem V van Aquitanië                | Voorouders van Willem V van Aquitanië                | Voorouders van Willem V van Aquitanië                | Voorouders van Willem V van Aquitanië                | Voorouders van Willem V van Aquitanië                | Voorouders van Willem V van Aquitanië                |
| ------------------------------------- | ------------------------------------------------------------------ | ------------------------------------------------------------------ | ---------------------------------------------------- | ---------------------------------------------------- | ---------------------------------------------------- | ---------------------------------------------------- | ---------------------------------------------------- | ---------------------------------------------------- |
| Overgrootouders                       | Ranulf I van Aquitanië (820-866) ∞ Bilchildis van Maine (ca. 830-) | Ranulf I van Aquitanië (820-866) ∞ Bilchildis van Maine (ca. 830-) | ? (-) ∞ ? (-)                                        | ? (-) ∞ ? (-)                                        | ? (-) ∞ ? (-)                                        | ? (-) ∞ ? (-)                                        | ? (-) ∞ ? (-)                                        | ? (-) ∞ ? (-)                                        |
| Grootouders                           | Ranulf II van Poitiers (850-890) ∞ ? (-ca. 934)                    | Ranulf II van Poitiers (850-890) ∞ ? (-ca. 934)                    | Ranulf II van Poitiers (850-890) ∞ ? (-ca. 934)      | Ranulf II van Poitiers (850-890) ∞ ? (-ca. 934)      | ? (-) ∞ ? (-)                                        | ? (-) ∞ ? (-)                                        | ? (-) ∞ ? (-)                                        | ? (-) ∞ ? (-)                                        |
| Ouders                                | Ebalus van Aquitanië (873-935) ∞ Emiliana (-ca. 934)               | Ebalus van Aquitanië (873-935) ∞ Emiliana (-ca. 934)               | Ebalus van Aquitanië (873-935) ∞ Emiliana (-ca. 934) | Ebalus van Aquitanië (873-935) ∞ Emiliana (-ca. 934) | Ebalus van Aquitanië (873-935) ∞ Emiliana (-ca. 934) | Ebalus van Aquitanië (873-935) ∞ Emiliana (-ca. 934) | Ebalus van Aquitanië (873-935) ∞ Emiliana (-ca. 934) | Ebalus van Aquitanië (873-935) ∞ Emiliana (-ca. 934) |
| Willem III van Aquitanië (910-963)    |                                                                    |                                                                    |                                                      |                                                      |                                                      |                                                      |                                                      |                                                      |